# بون‌تون
بون‌تون (به انگلیسی: Bon Ton (brothel)) مجموعه زنجیره‌ای از روسپی‌خانهٔ نیوزیلند که تحت این عنوان ارائه خدمت می‌کنند. نام بون‌تون کلمه‌ای فرانسوی معنای آن طعم خوب است. مالک بون‌تون یک مدل به نام جنیفر سونز هست. امکانات لوکس روسپی‌خانه آن را از سایر روسپی‌خانه به خصوص در جنوب شرق آسیا متمایز کرده‌است. تمام روسپیان در روسپی‌خانه به صورت موقت و با رضایت‌نامه کار می‌کنند. بون‌تون هدف خود را ایجاد ذهنی آرام و بی‌دغدغه برای مردانی که زنانی زیبا و فریبنده می‌پسندند قرار داده و در ازای یک ساعت خدمات جنسی ۴۰۰ دلار نیوزیلند مطالبه می‌کند.